# Natação no Campeonato Mundial de Esportes Aquáticos de 2009 - 50 m peito masculino
A prova dos 50 metros peito masculino da natação no Campeonato Mundial de Esportes Aquáticos de 2009 ocorreu nos dias 28 e 29 de julho no Stadio del Nuoto em Roma.

## Recordes
Antes desta competição, os recordes mundiais e do campeonato nesta prova eram os seguintes:
| Tipo                  | Atleta        | Tempo | Local          | Data                | Ref |
| --------------------- | ------------- | ----- | -------------- | ------------------- | --- |
|                       | Felipe França | 26,89 | Rio de Janeiro | 8 de maio de 2009   | ver |
| Recorde do campeonato | James Gibson  | 27,46 | Barcelona      | 22 de julho de 2003 | ver |

## Medalhistas
| Ouro                        | Prata               | Bronze              |
| Cameron van der Burgh (RSA) | Felipe França (BRA) | Mark Gangloff (USA) |

## Resultados

### Eliminatórias
Estes são os resultados das eliminatórias:
| Pos. | Atleta                    | Tempo | Bateria | Raia | Notas                 |
| ---- | ------------------------- | ----- | ------- | ---- | --------------------- |
| 1    | RSA Cameron van der Burgh | 26.92 | 16      | 4    | Recorde do campeonato |
| 2    | BRA Felipe França         | 27.12 | 17      | 4    |                       |
| 3    | AUS Brenton Rickard       | 27.15 | 15      | 2    |                       |
| 4    | SLO Matjaz Markic         | 27.19 | 17      | 3    |                       |
| 5    | ITA Alessandro Terrin     | 27.20 | 16      | 5    | Recorde nacional      |
| 5    | GRE Dimitrios Xynadas     | 27.20 | 17      | 7    |                       |
| 7    | GER Hendrik Feldwehr      | 27.25 | 15      | 5    |                       |
| 8    | IRL Barry Murphy          | 27.26 | 12      | 7    |                       |
| 9    | USA Mark Gangloff         | 27.27 | 15      | 3    |                       |
| 9    | GER Johannes Neumann      | 27.27 | 16      | 3    |                       |
| 11   | SLO Emil Tahirovic        | 27.29 | 17      | 5    |                       |
| 12   | BRA João Gomes Júnior     | 27.30 | 15      | 4    |                       |
| 13   | SRB Caba Siladji          | 27.35 | 14      | 5    |                       |
| 14   | UKR Oleg Lisogor          | 27.37 | 17      | 1    |                       |
| 15   | BLR Viktor Vabishchevich  | 27.38 | 14      | 4    |                       |
| 16   | JPN Yuki Honda            | 27.43 | 15      | 6    |                       |
| 17   | CAN Scott Dickens         | 27.45 | 16      | 1    |                       |
| 18   | UKR Igor Borysik          | 27.48 | 15      | 7    |                       |
| 19   | JPN Ryo Tateishi          | 27.52 | 16      | 6    |                       |
| 20   | LTU Giedrius Titenis      | 27.57 | 13      | 0    |                       |
| 20   | KAZ Vladislav Polyakov    | 27.57 | 15      | 1    |                       |
| 22   | CZE Petr Bartunek         | 27.58 | 14      | 7    |                       |
| 23   | ITA Filippo Magnini       | 27.59 | 16      | 2    |                       |
| 24   | ISR Michael Malul         | 27.60 | 17      | 0    |                       |
| 25   | NED Lennart Stekelenburg  | 27.63 | 16      | 8    |                       |
| 26   | NED Robin Van Aggele      | 27.64 | 17      | 2    |                       |
| 27   | MEX Alejandro Jacobo      | 27.71 | 14      | 2    |                       |
| 28   | NZL Glenn Snyders         | 27.73 | 15      | 0    |                       |
| 29   | GBR James Gibson          | 27.78 | 13      | 5    |                       |
| 29   | NOR Alexander Dale Oen    | 27.78 | 17      | 8    |                       |

| Ver o restante da classificação | Ver o restante da classificação | Ver o restante da classificação | Ver o restante da classificação | Ver o restante da classificação | Ver o restante da classificação | Ver o restante da classificação |
| Pos.                            | Atleta                          | Tempo                           | Bateria                         | Raia                            | Notas                           |                                 |
| ------------------------------- | ------------------------------- | ------------------------------- | ------------------------------- | ------------------------------- | ------------------------------- | ------------------------------- |
| 31                              | RUS Stanislav Lakhtyukhov       | 27.79                           | 13                              | 2                               |                                 |                                 |
| 32                              | SUI Damien Courtois             | 27.81                           | 14                              | 6                               |                                 |                                 |
| 33                              | INA Indra Gunawan               | 27.82                           | 13                              | 3                               |                                 |                                 |
| 33                              | CAN Mathieu Bois                | 27.82                           | 14                              | 8                               |                                 |                                 |
| 35                              | KAZ Yevgeniy Ryzhkov            | 27.83                           | 12                              | 6                               |                                 |                                 |
| 36                              | POL Slawomir Wolniak            | 27.86                           | 14                              | 3                               |                                 |                                 |
| 37                              | AUS Christian Sprenger          | 27.88                           | 16                              | 7                               |                                 |                                 |
| 38                              | IND Sandeep Sejwal              | 27.92                           | 10                              | 9                               |                                 |                                 |
| 39                              | ROU Dragos Agache               | 27.93                           | 16                              | 9                               |                                 |                                 |
| 40                              | AUT Istvan Mate                 | 28.00                           | 13                              | 6                               |                                 |                                 |
| 41                              | ISL Jakob Johann Sveinsson      | 28.03                           | 11                              | 3                               |                                 |                                 |
| 42                              | PAR Genaro Prono Britez         | 28.05                           | 13                              | 4                               |                                 |                                 |
| 43                              | GBR Kris Gilchrist              | 28.07                           | 11                              | 7                               |                                 |                                 |
| 44                              | AUT Maxim Podoprigora           | 28.09                           | 12                              | 9                               |                                 |                                 |
| 44                              | SEN Malick Fall                 | 28.09                           | 14                              | 0                               |                                 |                                 |
| 46                              | RUS Grigory Falko               | 28.10                           | 11                              | 4                               |                                 |                                 |
| 47                              | EST Martti Aljand               | 28.14                           | 15                              | 9                               |                                 |                                 |
| 48                              | CHN Shuai Wang                  | 28.16                           | 12                              | 5                               |                                 |                                 |
| 49                              | URU Martin Melconian Alvez      | 28.22                           | 12                              | 1                               |                                 |                                 |
| 50                              | USA George Klein                | 28.24                           | 14                              | 9                               |                                 |                                 |
| 51                              | RSA Thabang Moeketsane          | 28.27                           | 12                              | 8                               |                                 |                                 |
| 52                              | EST Filipp Provorkov            | 28.39                           | 10                              | 7                               |                                 |                                 |
| 52                              | ARG Gonzalo Acuna               | 28.39                           | 12                              | 4                               |                                 |                                 |
| 54                              | HUN Daniel Gyurta               | 28.41                           | 12                              | 0                               |                                 |                                 |
| 55                              | UZB Ivan Demyanenko             | 28.42                           | 11                              | 5                               |                                 |                                 |
| 56                              | HUN David Szele                 | 28.47                           | 15                              | 8                               |                                 |                                 |
| 57                              | LTU Vaidotas Blazys             | 28.52                           | 10                              | 2                               |                                 |                                 |
| 58                              | MEX Joshua Arreguin             | 28.58                           | 13                              | 1                               |                                 |                                 |
| 59                              | COL Jorge Murillo Valdes        | 28.62                           | 13                              | 8                               |                                 |                                 |
| 60                              | SIN Wei Xiong Parker Lam        | 28.66                           | 10                              | 1                               |                                 |                                 |
| 60                              | BUL Dinko Geshev                | 28.66                           | 11                              | 0                               |                                 |                                 |
| 60                              | IRL Andrew Bree                 | 28.66                           | 11                              | 2                               |                                 |                                 |
| 63                              | SUI Benjamin Le Maguet          | 28.72                           | 12                              | 3                               |                                 |                                 |
| 64                              | LUX Laurent Carnol              | 28.75                           | 10                              | 8                               |                                 |                                 |
| 65                              | CHN Jiajia Xue                  | 28.89                           | 16                              | 0                               |                                 |                                 |
| 66                              | HKG Wing Lim Eric Chan          | 28.96                           | 10                              | 5                               |                                 |                                 |
| 67                              | PAN Edgar Crespo                | 29.01                           | 13                              | 9                               |                                 |                                 |
| 68                              | BAR Terrence Haynes             | 29.03                           | 11                              | 1                               |                                 |                                 |
| 69                              | AHO Rodion Davelaar             | 29.04                           | 7                               | 6                               |                                 |                                 |
| 70                              | SVK Tomas Klobucnik             | 29.08                           | 10                              | 3                               |                                 |                                 |
| 70                              | THA Vorrawuti Aumpiwan          | 29.08                           | 13                              | 7                               |                                 |                                 |
| 72                              | CHI Santander Caballero         | 29.12                           | 10                              | 6                               |                                 |                                 |
| 73                              | PUR Daniel Velez                | 29.16                           | 8                               | 4                               |                                 |                                 |
| 74                              | FIN Jani Rusi                   | 29.19                           | 9                               | 0                               |                                 |                                 |
| 75                              | TUR Omer Aslanoglu              | 29.23                           | 11                              | 6                               |                                 |                                 |
| 76                              | MDA Sergiu Postica              | 29.26                           | 14                              | 1                               |                                 |                                 |
| 77                              | POL Slawomir Kuczko             | 29.34                           | 10                              | 0                               |                                 |                                 |
| 78                              | PAR Renato Prono Fernandez      | 29.37                           | 11                              | 8                               |                                 |                                 |
| 79                              | AND Haciane Hocine              | 29.38                           | 9                               | 3                               |                                 |                                 |
| 80                              | IND Agnishwar Jayaprakash       | 29.39                           | 8                               | 2                               |                                 |                                 |
| 81                              | JAM Brad Hamilton               | 29.40                           | 8                               | 9                               |                                 |                                 |
| 82                              | SIN Jia Hao Ng                  | 29.41                           | 9                               | 4                               |                                 |                                 |
| 83                              | ZIM Timothy Ferris              | 29.48                           | 7                               | 4                               |                                 |                                 |
| 84                              | MDA Tudor Postolachi            | 29.53                           | 9                               | 5                               |                                 |                                 |
| 85                              | BER Julian Fletcher             | 29.56                           | 7                               | 5                               |                                 |                                 |
| 86                              | TAH Rainui Teriipaia            | 29.57                           | 9                               | 6                               |                                 |                                 |
| 87                              | HKG Chun Yan Wong               | 29.61                           | 9                               | 2                               |                                 |                                 |
| 88                              | MAC Chan Wai Ma                 | 29.71                           | 9                               | 7                               |                                 |                                 |
| 89                              | KUW Abdulrahman Albader         | 29.75                           | 9                               | 1                               |                                 |                                 |
| 90                              | PER Pedro Luna Llamosas         | 29.89                           | 8                               | 7                               |                                 |                                 |
| 91                              | JOR Nazih Mezayek               | 30.04                           | 8                               | 1                               |                                 |                                 |
| 92                              | PAN Eric Arturo Medina          | 30.21                           | 6                               | 4                               |                                 |                                 |
| 93                              | TPE WeiWen Wang                 | 30.40                           | 9                               | 9                               |                                 |                                 |
| 94                              | LIB Wael Koubrousli             | 30.43                           | 8                               | 6                               |                                 |                                 |
| 95                              | NAM Byron Briedenhann           | 30.55                           | 6                               | 9                               |                                 |                                 |
| 95                              | MLT Andrea Agius                | 30.55                           | 7                               | 7                               |                                 |                                 |
| 97                              | MAD Erik Rajohnson              | 30.64                           | 7                               | 8                               |                                 |                                 |
| 98                              | TKM Hemra Nurmyradov            | 30.72                           | 9                               | 8                               |                                 |                                 |
| 99                              | NGR Awolowo Shedrack            | 30.82                           | 7                               | 3                               |                                 |                                 |
| 100                             | KGZ Dmitrii Aleksandrov         | 30.85                           | 11                              | 9                               |                                 |                                 |
| 101                             | UAE Mubarak Al Besher           | 30.92                           | 7                               | 0                               |                                 |                                 |
| 102                             | NAM Maximilian Siedentopf       | 30.94                           | 6                               | 3                               |                                 |                                 |
| 103                             | ARM Andranik Harutyunyan        | 30.97                           | 6                               | 2                               |                                 |                                 |
| 104                             | BAR Vaughn Forsythe             | 31.06                           | 6                               | 5                               |                                 |                                 |
| 105                             | ZAM Peter James Lynch           | 31.26                           | 6                               | 7                               |                                 |                                 |
| 106                             | KUW Humoud Alhumoud             | 31.36                           | 8                               | 8                               |                                 |                                 |
| 107                             | MGL Boldbaatar Butekhuils       | 31.41                           | 8                               | 5                               |                                 |                                 |
| 108                             | MNP Eli Ebenezer Wong           | 31.62                           | 5                               | 3                               |                                 |                                 |
| 109                             | MKD Filip Velkovski             | 31.64                           | 1                               | 5                               |                                 |                                 |
| 110                             | SUR Diguan Pigot                | 31.70                           | 6                               | 6                               |                                 |                                 |
| 111                             | MRI K. Cheung Ho Yan            | 31.80                           | 5                               | 5                               |                                 |                                 |
| 112                             | MNP Kailan Staal                | 31.90                           | 5                               | 4                               |                                 |                                 |
| 113                             | PNG Ian Bond Nakmai             | 31.93                           | 6                               | 0                               |                                 |                                 |
| 114                             | ARM Norayr Ghazaryan            | 32.08                           | 7                               | 9                               |                                 |                                 |
| 115                             | MAC Kuan Fong Lao               | 32.11                           | 7                               | 1                               |                                 |                                 |
| 116                             | LCA Jamie Peterkin              | 32.13                           | 5                               | 2                               |                                 |                                 |
| 116                             | MOZ Ivo Chilaule                | 32.13                           | 5                               | 7                               |                                 |                                 |
| 116                             | MNP Ronny Vencatachellum        | 32.13                           | 6                               | 1                               |                                 |                                 |
| 119                             | COK Petero Okotai               | 32.23                           | 3                               | 5                               |                                 |                                 |
| 120                             | KGZ Timur Kartabaev             | 32.28                           | 8                               | 3                               |                                 |                                 |
| 121                             | MHL Jonathan Bishop             | 32.64                           | 4                               | 4                               |                                 |                                 |
| 122                             | ALB Jurgen Fici                 | 33.08                           | 5                               | 6                               |                                 |                                 |
| 123                             | TKM Serdar Mopyyev              | 33.16                           | 5                               | 8                               |                                 |                                 |
| 124                             | NEP Shailesh Shumsher Rana      | 33.42                           | 5                               | 1                               |                                 |                                 |
| 125                             | LCA Julien Brice                | 33.46                           | 4                               | 1                               |                                 |                                 |
| 126                             | FIJ Douglas Miller              | 33.53                           | 5                               | 9                               |                                 |                                 |
| 127                             | FSM Kerson Hadley               | 33.57                           | 4                               | 8                               |                                 |                                 |
| 127                             | UGA Ganzi Mugula                | 33.57                           | 4                               | 9                               |                                 |                                 |
| 129                             | IRQ Evan Isam Jameel Balyos     | 33.60                           | 3                               | 6                               |                                 |                                 |
| 130                             | BUR Adama Ouedraogo             | 33.93                           | 2                               | 0                               |                                 |                                 |
| 131                             | ZAM Mark Paul Thompson          | 33.98                           | 5                               | 0                               |                                 |                                 |
| 132                             | SEY Ron Roucou                  | 34.28                           | 4                               | 2                               |                                 |                                 |
| 133                             | BRU Kent Chung Siu              | 34.53                           | 4                               | 7                               |                                 |                                 |
| 134                             | MHL Shawn Brady                 | 34.61                           | 4                               | 0                               |                                 |                                 |
| 135                             | FSM Dionisio Augustine Ii       | 34.65                           | 3                               | 1                               |                                 |                                 |
| 136                             | MLI Mohamed Coulibaly           | 35.10                           | 2                               | 5                               |                                 |                                 |
| 137                             | MLI Abib Sereme                 | 35.51                           | 1                               | 4                               |                                 |                                 |
| 138                             | UGA Sharif Kakooza              | 35.55                           | 4                               | 6                               |                                 |                                 |
| 139                             | TAN Omar Abdalla                | 36.02                           | 3                               | 7                               |                                 |                                 |
| 140                             | NIG Ibrahim Maliki              | 36.20                           | 2                               | 7                               |                                 |                                 |
| 141                             | ASA Robert Scanlan              | 36.31                           | 3                               | 4                               |                                 |                                 |
| 142                             | NIG Boubacar Alou Moussa        | 37.20                           | 2                               | 4                               |                                 |                                 |
| 143                             | MDV Inayath Hassan              | 37.42                           | 3                               | 2                               |                                 |                                 |
| 144                             | NIG Ousmane Nani                | 37.91                           | 2                               | 8                               |                                 |                                 |
| 145                             | DJI Abdoulkader Houssein        | 39.09                           | 3                               | 8                               |                                 |                                 |
| 146                             | ALB Enea Murataj                | 40.17                           | 3                               | 3                               |                                 |                                 |
| 147                             | TJK Saido Kamilov               | 40.88                           | 6                               | 8                               |                                 |                                 |
| 148                             | BUR Pascal Zoundi               | 42.08                           | 1                               | 3                               |                                 |                                 |

### Semifinal
Estes são os resultados das semifinais:
| Pos. | Atleta                    | Bateria | Raia | Tempo | Notas           |
| ---- | ------------------------- | ------- | ---- | ----- | --------------- |
| 1    | RSA Cameron van der Burgh | 2       | 4    | 26.74 | Recorde mundial |
| 2    | GER Hendrik Feldwehr      | 2       | 6    | 26.83 |                 |
| 3    | BRA Felipe França         | 1       | 4    | 26.92 |                 |
| 4    | AUS Brenton Rickard       | 2       | 5    | 27.13 |                 |
| 5    | BRA João Gomes Júnior     | 1       | 7    | 27.16 |                 |
| 5    | SLO Matjaz Markic         | 1       | 5    | 27.16 |                 |
| 7    | SLO Emil Tahirovic        | 2       | 7    | 27.19 |                 |
| 8    | USA Mark Gangloff         | 2       | 2    | 27.24 |                 |
| 9    | ITA Alessandro Terrin     | 2       | 3    | 27.30 |                 |
| 9    | BLR Viktor Vabishchevich  | 2       | 8    | 27.30 |                 |
| 11   | UKR Oleg Lisogor          | 1       | 1    | 27.33 |                 |
| 12   | SRB Caba Siladji          | 2       | 1    | 27.37 |                 |
| 13   | IRL Barry Murphy          | 1       | 6    | 27.38 |                 |
| 14   | GRE Dimitrios Xynadas     | 1       | 3    | 27.40 |                 |
| 15   | GER Johannes Neumann      | 1       | 2    | 27.43 |                 |
| 15   | JPN Yuki Honda            | 1       | 8    | 27.43 |                 |

### Final
Estes são os resultados da final:
| Pos.              | Atleta                    | Raia | Tempo | Notas              |
| ----------------- | ------------------------- | ---- | ----- | ------------------ |
| Medalha de ouro   | RSA Cameron van der Burgh | 4    | 26.67 | Recorde mundial    |
| Medalha de prata  | BRA Felipe França         | 3    | 26.76 | Recorde da América |
| Medalha de bronze | USA Mark Gangloff         | 8    | 26.86 |                    |
| 4                 | GER Hendrik Feldwehr      | 5    | 26.95 |                    |
| 4                 | AUS Brenton Rickard       | 6    | 26.95 |                    |
| 6                 | SLO Matjaz Markic         | 7    | 27.10 |                    |
| 7                 | SLO Emil Tahirovic        | 1    | 27.31 |                    |
| 7                 | BRA João Gomes Júnior     | 2    | 27.31 |                    |

## Novos recordes
| Tipo                  | Atleta                | Tempo | Local | Data                | Ref |
| --------------------- | --------------------- | ----- | ----- | ------------------- | --- |
|                       | Cameron van der Burgh | 26.67 | Roma  | 29 de julho de 2009 | ver |
| Recorde do campeonato | Cameron van der Burgh | 26.67 | Roma  | 29 de julho de 2009 | ver |

Legenda
| Recorde mundial       | Recorde mundial (World record)               |                       | Recorde africano                      | Recorde africano (African) |                                           | Q | Classificado por posição (Qualified) |
| Recorde do campeonato | Recorde do campeonato (Championship record)  | Recorde da América    | Recorde da América (Americas)         | q                          | Classificado por melhor tempo (Qualified) |   |                                      |
| Melhor marca do ano   | Melhor marca do ano (World leading)          | Recorde asiático      | Recorde asiático (Asian)              | DNS                        | Não largou (Did not start)                |   |                                      |
| Recorde nacional      | Recorde nacional (National record)           | Recorde europeu       | Recorde europeu (European)            | DNF                        | Não terminou (Did not finish)             |   |                                      |
| Recorde pessoal       | Recorde pessoal do atleta (Personal best)    | Recorde da Oceania    | Recorde da Oceania (Oceania)          | DSQ / DQ                   | Desclassificado (Disqualified)            |   |                                      |
| Recorde da temporada  | Recorde da temporada do atleta (Season best) | Recorde sul-americano | Recorde sul-americano (South America) | NM                         | Sem marca (No mark)                       |   |                                      |